# Aglaia forbesii
Aglaia forbesii är en tvåhjärtbladig växtart som beskrevs av George King. Aglaia forbesii ingår i släktet Aglaia och familjen Meliaceae. Inga underarter finns listade i Catalogue of Life.